# فاربر (میزوری)
فاربر (به انگلیسی: Farber) یک شهر در ایالات متحده آمریکا است که در شهرستان ادرین، میزوری واقع شده‌است. فاربر ۰٫۷۳ کیلومتر مربع مساحت و ۳۲۲ نفر جمعیت دارد و ۲۳۳ متر بالاتر از سطح دریا قرار دارد.